# Liste der Einträge im National Register of Historic Places im Dolores County

Lage des Dolores Countys in Colorado

Die Liste der Einträge im National Register of Historic Places im Dolores County in Colorado führt die Bauwerke und historischen Stätten im Dolores County auf, die in das National Register of Historic Places aufgenommen wurden.
Legende
| NRHP | Historic Place             |
| HD   | Historic District          |
| NHL  | National Historic Landmark |

| [ 2 ] | Name                       | Bild           | Eintragsdatum                 | Lage                                                                          | Ort     | Beschreibung |
| ----- | -------------------------- | -------------- | ----------------------------- | ----------------------------------------------------------------------------- | ------- | ------------ |
| 1     | Ansel Hall Ruin            |                | 25. Nov. 1997 ID-Nr. 97001418 | Adresse nicht veröffentlicht                                                  | Cahone  | Ruine        |
| 2     | Beaver Creek Massacre Site |                | 2. Okt. 1986 ID-Nr. 86002670  | Adresse nicht veröffentlicht                                                  | Dolores |              |
| 3     | Dey Building               | Dey Building   | 15. Apr. 1999 ID-Nr. 99000448 | 3 N. Glasgow 37° 41′ 33″ N, 108° 1′ 53″ W                                     | Rico    |              |
| 4     | William Kauffman House     |                | 29. Okt. 1982 ID-Nr. 82001014 | Silver St. 37° 41′ 35″ N, 108° 1′ 45″ W                                       | Rico    |              |
| 5     | Rico City Hall             | Rico City Hall | 31. Dez. 1974 ID-Nr. 74000574 | Northeastern corner of Commercial and Mantz Sts. 37° 41′ 33″ N, 108° 1′ 48″ W | Rico    |              |